# Освајања Стефана Душана
Освајања Стефана Душана обухватају проширења Србије која је краљ и каснији цар Стефан Душан задобио ратовима које је водио против својих суседа, првенствено Византије, али и Угарске, Бугарске и Босне.

## Стефан Урош IV Душан Немањић
Стефан Урош IV Душан је рођен 1308. године. Син је краља Србије Стефана Уроша III Дечанског (1321 — 1331). Као дечак живео је од 1314. до 1320. године у Цариграду, тамо се упознајући са високим слојем, племством, а такорећи гордим наследницима Римског царства. Његово изванредно војничко умеће је дебитовало 1329. године, када је победио (по први пут) босанског бана Стефана II (1322 — 1353). Стефан Душан се оженио Јеленом, сестром бугарског цара Јована Александра (1331 — 1371), и из тог брака ће добити једног сина — Стефана Уроша V. Након његове изненадне смрти 20. децембра1355. године следи и распад српског царства.

## Војска за време Немањића
Средњовековна војска је имала четири рода : пешадију, коњицу, флоту и артиљерију. Како су се најважније битке одигравале на копну (са изузетком Лепанта и Харфлера), то су се највише ангажовала прва два рода Мапвојске.
Пешадију су у средњовековној Србији чинили себри, плаћеници и сиромашнији властеличићи, који би редом добијали чинове десетара, стотинара и тисућника. Док је себре наоружавао велможа или властеличић, друге две врсте пешадије би саме себи куповале оружје и опрему. Пешадинци су могли бити стрелци или би се борили прса-у-прса, а то су били тзв. људи под оружјем. У XIV веку су у употреби код пешака били жичани, верижни оклопи. Од оружја би носили мачеве, копља, буздоване, секире и сл. Уколико би вођа очекивао напад, пешаци би примили сву силину првог удара, а уколико би нападао — били би уведени тек после одлучујућег јуриша коњице.
Коњица је била одлучујући фактор у многим кампањама широм Европе, Мале Азије и у степама руских принчева, а најбоље је подсетити се битака као што су Креси и Валенсија. Ту су Едвард III Плантагенет и Едвард Црни Принц и Родриго Дијаз де Вивар, показали значај коњаника и њихову снагу. Коњица је наносила непријатељу најјачи удар и највише жртава у првом јуришу. У овај род војске су улазили само они који би могли да приуште коња, пажа, одговарајући оклоп и оружје, а то су, у средњовековној Србији, били велможе и властеличићи. Њихов оклоп је, за разлику од јефтиног верижа, био у облику велике челичне плоче која је покривала цео торзо. Руке и ноге су покривали истим плочама мањих димензија, а оне би биле повезане зглобним штитницима. То је коњанику омогућавало извесну покретљивост. Носили су и кациге (најпознатија је басцинет, која је својим изгледом својевремено утеривала Арапима страх у кости). Од оружја, витезови би носили дуга копља, мачеве и ређе секире.

## Битка на Велбужду и њене последице
Сваком средњовековном европском државом је индиректно управљала властела; политичка, војна и економска моћ је већином припадала њима. Разлог зашто поседници нису често узимали власт из владаревих у своје руке, је или тај што су му били лојални (што је ређи пример), или зато што су имали међусобне несугласице. Та међусобна дистанцираност и нетрпељивост велможа је давала краљу моћ над њима. Међутим, да би одржао оно мало лојалности што велможе имају према њему, владар би настојао да шири своје територије освајањем, а тиме и територије властеле. Властела би била задовољна пленом, а владар би добио на угледу (као и на богатству). Једна од најважнијих улога властеле се одиграла недуго након битке код Велбужда.
Стефан Урош III Дечански је окупио војску на брдима код Велбужда) (данашњи Ћустендил) 27/28. јула, лета Господњег 6838. Повод и узрок овој бици сазнајемо из следећег историјског извора :
А позавидевши злоненависник ђаво нашем добром животу, у злонарављу подиже на нас седам царева, да речем: и цара грчког Михаила и брата његовог Белаура, и Михаила цара Бугара, и Басарабу Иванка таста му, цара сумеђ (у суседству) живећих црних Татара и све господство јашко и осталу с њима господу. Сви ови су пришли на нас, хотећи по неразумљ својему, прождрети нас и земљу отачаства нашег разделити себи, у ропство њима предати...
Из овога следи да је битка на Велбужду требало да разреши даљи опстанак Србије на Балкану.
Према изворима, ток овог судбоносног боја је био следећи. Освајачка војска се поставила на брдима код Велбужда у раним јутарњим часовима, очекујући долазак армије Стефана Дечанског. Стефан Дечански је, у међувремену, поверио команду над армијом свом сину Стефану Душану, који се и пре показао као мудар и предузимљив војсковођа. Како Срби наизглед уопште нису долазили, главнокомандујући бугарско-византијских снага Михаило Шишман је наредио повратак у логор. Тек што су растурили бојни поредак и кренули натраг, на бок јединица Михаила су ударили Душанови коњаници, који су стигли у међувремену и чекали грешку непријатеља. Најважнију улогу су одиграли српски стрелци, који су се поставили тако да одсеку одступницу бугарско-византијске војске. Када је Михаило Шишман видео да му се армија осипа, покушао је да побегне натраг у Бугарску, али су га Душанови искусно постављени пешаци-стрелци стигли и убили у седлу.
Недуго након ове победе, Душан је под утицајем и уз помоћ одане властеле из Зете отео власт свом оцу. Наиме, борба за престо није дуго трајала — Душан је опколио Стефан Дечанског у утврди Петрич. Када ју је освојио, оца је затворио у Звечан, у ком је овај умро под неразјашњеним околностима — а то је тамна страна владавине Стефана Уроша IV Немањића.

## Рат против Византије и Угарске
Нови бугарски цар, Јован Александар, није желео сукобе са Србијом, те је ради одржавања пријатељских односа почео преговоре о том да се ороди са Немањићима. Године 1332. је, као резултат преговора, дошло до склапања брака Душана и Јелене, сестре бугарског цара. Од тада, па све до Душанове смрти, није било сукоба са Бугарском.
Душан пуни војну и државну касу такозваним Стонским дохотком, који представља уговор о томе да ће Дубровник плаћати Србији 500 перпера годишње, јер му је ова уступила области Стон и Пељешац.
Већ пред крај владавине Стефана Дечанског властела је јасно исказивала незадовољство мирољубивом политиком према Византији. Због тога је Стефан Душан одмах након крунисања послао бројне одреде преко границе, у Византију, да врше пљачку. Није имао другог начина да се наметне властели осим ратним победама. Због тога су успешни ратни походи били потребни не би ли се коначно наметнуо велможама као снажан и предузимљив владар. Доба за напад на Византију није могло бити боље, јер су ту некад моћну државу сад потресали унутрашњи немири и упади Османлија.
Српска освајачка војска одмах бива потпомогнута Сиргијаном, одметнутим византијским војсковођом, лажно оптуженим за издају. Наиме, он нуди Стефану Душану своје услуге као војног заповедника, које овај срдачно прихвата. Након склапања овог савеза, Стефан Душан креће у напад на Византију. Један део српске војске је водио сам Сиргијан. Срби су, без велике борбе, освојили на једној страни Охрид, а на другој Струмицу. Сиргијан је заузео Костур и још нека места на источној граници данашње Албаније. Победоносна српска војска стиже и под сам Солун. Намесник овог града је имао склоности ка предаји. Солун би брзо пао да Андроник III Палеолог (1328 — 1341), цар Византије, није послао извесног Сфранцеса, који се Душану представио као византијски пребег. Наиме, Сфранцес ступа у Сиргијанову службу, али га убрзо убија у заседи и бежи за Солун. Сиргијанови Грци су недуго затим почели да напуштају Стефана Душана, и да се враћају Андронику III. Видећи да без њихове помоћи не може да освоји Солун, Стефан Душан 26. августа постиже мировни споразум, али и склапа савез са византијским монархом. Србија је тим споразумом морала да врати одређене територије, али је задржала Охрид, где се налазило седиште охридске архиепископије.
Још један разлог за склапање мира је упад Карла Роберта и босанског бана у северну Србију. Ови владари су желели да искористе одсуство Душанове војске у овом делу Србије и да му отму територије. Угарски владар и бан Босне нису знали да је Стефан Душан закључио мир и склопио савез са Андроником III и да им, потпомогнут византијским одредом, хита у сусрет. Када је чуо да се здружени Срби и Византинци приближавају, Карло Роберт је одустао од даљег похода. Угри су кренули да се повлаче преко Саве. Без већих окршаја, Стефан Душан је успео да поврати Мачву, али је Београд остао у рукама угарске државе.

## Освајања као последица грађанског рата у Византији
Од 1335. до 1340. године краљ Стефан Душан не води ратове. У то време, Србија је пролазила кроз кризу. Наиме, Душан је имао породичних проблема и размишљао је о евентуалном повлачењу. Такође се носио мишљу да се са својом женом, краљицом Јеленом, разиђе, јер нису имали деце. Година 1340. је била тешка, јер се краљ Душан озбиљно разболео, и све је упућивало на то да ће ускоро издахнути. Баш тај тренутак је изабрао Душанов великаш и војсковођа Хреља, да изда свог сизирена и пређе Византинцима. Овај велможа је припојио Византији Македонију, којом је управљао. Македонија је била веома значајна област, са три јака утврђена града, међу којима је најзначајнији био Струмица. Како је Хрељино издајство могло да значи да Андроник III, цар Византије, спрема удар на Србију, Стефан Душан је покренуо преговоре са Млетачком републиком, у којима их је молио за помоћ у бродовима, уколико дође до рата са Византијом. Овај потез српског владара изазива посебну пажњу јер се око Србије стеже обруч, у ком је на северу опасност од Угара увек спремних за напад, а на југу Византија која нагло јача освајајући Тесалију и Епир. Међутим, у одсудном тренутку умире цар Андроник III. Његова смрт је погодовала Стефану Душану, јер је она зауставила јачање Византије и омогућила територијално ширење Србије ка југу.
Након смрти Андроника III, на Византијски престо је требало да дође његов син Јован V Палеолог (1341 — 1391). Како је он био малолетан, требало је изабрати регента који ће управљати државом до Јовановог пунолетства. За регента је требало да буде изабран Јован VI Кантакузин (1347 — 1354), војсковођа и пријатељ преминулог цара. Али, имао је моћне непријатеље у мајци Јована V, царици Ани Савојској и у Алексију Апокавку, који ће касније бити изабран за регента царства. Јован VI Кантакузин је практично протеран из Цариграда. Недуго након изгнанства, проглашава се царем, и тад избија грађански рат у Византији. Лета 1342, Кантакузин је био чак приморан да бежи из Византије, а прибежиште налази у Србији где склапа савез са Стефаном Душаном. Њих двојица заједно крећу у поход на Византију, у ком освајају Воден, Струмицу и Мелник, а враћају Тесалију и Епир. Ослабљени, Ромеји нуде Стефану Душану све градове западно од Хрисопоља (изузев Солуна), под условом да изда Јована Кантакузена, међутим Душан не пристаје на овај очајнички предлог. Године 1343, краљ Душан поново креће на Сер. Наиме, то је покушао и претходне године али је доживео неуспех. Међутим, убрзо долази до разилажења српског краља и самозваног цара Византије. Од тада, Душан осваја Кроју, најважнији град у северној Албанији. 
У пролеће 1344. године, Стефану Душану стиже вест о уништењу флоте емира од Смирне, и да ће око три стотине Агарјана проћи кроз Тракију. Тад решава да их пресретне и уништи. За тај посао је одредио војсковођу Прељуба, коме је доделио известан број коњаника. Душанов војсковођа је опколио Турке на једном брду недалеко од Стефанијане. Како није могао да са тешко оклопљеном коњицом јурне уз стрмине брда, наредио је да војници сјашу. У томе се крила кобна грешка. Наиме, лако оклопљени, бржи и окретнији Турски војници су се сјурили низ брдо, прошли војнике и узели им слабо чуване коње. Са коњима, Турцима није било тешко да поразе несрећне Душанове ратнике. Међутим, тај пораз није омео даља Душанова освајања и он 1345. године заузима напокон Сер, након чега се проглашава за цара Срба и Грка.

## Сукоби Душана и босанског бана Стефана II
Како је Венеција одбила да Душану уступи бродове потребне за опсаду Цариграда са мора, он привремено затишје и предах у ратовању користи за сређивање унутрашњих прилика и доношење Законика који је проглашен важећим на државном сабору 1349. године. Међутим, до нових сукоба долази са босанским баном Стефаном II Котроманићем. Наиме, како је угарски краљ Лајош I Анжујски (1342 — 1382) са Душаном склопио мир (како би без бојазни од Србије могао да нападне Напуљску краљевину), бан Босне је почео да страхује да ће Стефан Душан сада моћи од њега да тражи да Србији врати Хум.
Бан је желео да изградњом једне тврђаве на ушћу Неретве учврсти свој положај у Хуму, па је стога од Венеције затражио војну помоћ у флоти ако буде имао сметњи са Душанове стране. Међутим, Италијани нису никако могли да одобре изградњу тог утврђења, јер су знали да би то одмах довело до рата између Србије и Босне, па су се дали у посредништво између бана и Стефана Душана. Али, како су чете бана Босне све чешће упадале на територију царевине Србије, то је коначно у јесен 1350. године српски цар покренуо своју моћну армију на Босну.
Мавро Орбин каже да је Душан имао педесет хиљада коњаника и тридесет хиљада пешака, те бан Стефан II ни у једном моменту није веровао да се може супротставити војсци царевине Србије, о чему нам говори и чињеница да је себи још пре, у Дубровнику, осигурао уточиште уколико би морао да бежи из Босне.
Стефан Душан је брзо напредовао не наилазећи на неки већи отпор, па је ускоро опколио престони град Бобовац. Тада се мноштво босанске властеле придружило Стефану Душану, јер су очигледно били незадовољни дотадашњом владавином бана Стефана. Иако се Бобовац одржао, војска цара царевине Србије је наставила да плени и пустоши по Босни. Недуго затим, Душанова војска преко Дувањског поља долази до Цетине. У том тренутку је Стефан Душан желео да изглади односе са баном, и предложио је да то учини тиме што ће свога сина Стефана Уроша V (1355 — 1371) оженити бановом ћерком Јелисаветом. Бан је одбио овај предлог и непријатељства су настављена.
Међутим, поход је морао нагло бити прекинут јер су изненада стигле неповољне вести из Македоније, где је Јован VI Кантакузин покренуо жестоку офанзиву покушавајући да поврати све оне градове које је Стефан Душан до тад био освојио. Како је Византинац имао од самог почетка своје кампање доста успеха, српски суверен је морао одмах да похита ка јужним границама не би ли преокренуо по њега неповољну ситуацију.
Како је након Душановог одласка из Хума бан Стефан II Котроманић поново заузео сву изгубљену земљу, ова кампања цара Србије се завршила неуспехом.

## Последње године владавине Стефана Душана
Како је Душан био заузет војевањем у Босни и опсадом града Бобовца, то је искористио Јован VI Кантакузин да уз помоћ Сулејмана, сина емира Орхана I (1326 — 1362), а брата будућег султана Мурата I (1362 — 1389), и око двадесет хиљада његових Османлија осигура своју власт над Солуном и да од Стефана Душана преотме и освоји неке градове у јужној Македонији.
Како је српски цар и сам намеравао ускоро да нападне Цариград, долази у контакте са емиром Орханом и преговара о женидби Орхановог сина са његовом кћери, стога му Орхан шаље богате дарове и своје посланство, које је напао, похарао и погубио деспот Нићифор из Кантакузиновог табора. Уз помоћ својих плаћеника, Турака Османлија, Јован VI Кантакузин заузима град Бер. Пад Бера Србима је доста тешко пао, јер је то била снажна тврђава са добрим гео-стратегијским положајем, као и са позамашном посадом од хиљаду и пет стотина коњаника (српских витезова и немачких плаћеника). У паду Бера, значајну улогу је играла и издаја грчког становништва. После губитка овог града, Срби увиђају да међу грчком популацијом у царству има све више притајених симпатизера Јована Кантакузина; чак је и постојала једна група грчких племића у Скопљу која је отворено позивала Кантакузина да му предају град. После Бера, пали су и Воден, Острово и Нотија, након чега Кантакузин креће у поход на Тесалију. У оквиру те кампање, прво је наишао на Сервију (Србицу), град на улазу у Тесалију. Ово утврђење било је тешко освојиво, на врху гребена са троструким бедемима. Душанов истакнути велможа Прељуб је успео одбранити град са само пет стотина бораца, мада је грчко становништво било спремно да одмах град преда Јовану Кантакузину.
Након што је сазнао за став грчког вишег слоја у Скопљу и за пад Водена, Стефан Душан се појавио усред зиме, када му се противници нису надали, са довољно снажном војском пред капијама Солуна, чиме је изненадио Византинце и натерао их на преговоре. Испред Солуна састала су се три цара : српски цар Стефан Душан, и два византијска монарха Јован VI Кантакузин и Јован V Палеолог. Душан је од Кантакузина захтевао да му врати освојене градове, а Јован Палеолог је предложио Стефану Душану заједничку војну акцију против незаконитог самозваног цара Јована Кантакузина, што је овај и прихватио. Душан је прво повратио Воден и Бер, након чега Јован Палеолог осваја Једрене и већи део области сина Јована Кантакузена, Матије (1354 — 1383). Матија се повлачи у утврђење у коме је требало да се одржи док му отац не пошаље помоћ. Она се састојала од десет хиљада османлијских лаких коњаника, које је Јован VI Кантакузин ``платио“ давањем града Цимпе на Галипољу њима на управу. Млади цар Јован V тражи помоћ од цара Душана и бугарског Јована Александра, коју и добија. Године 1352, неочекивано долази до окршаја код Димотике између османлијских плаћеника и српских, бугарских и ромејских савезника, који су претрпели један од најтежих пораза у овом рату. Последица овог дебакла је учвршћивање Турака на Балкану. Стефан Душан је увидео опасност од Турака по Европу, те је од папе затражио титулу капетана крсташког рата који ће папа Иноћентије VI подићи против Турака. Скривени циљ овог предлога је освајање Цариграда. Заузврат, нуди папи унију са католичком црквом, чиме је хтео да се осигура од напада других католичких земаља, нарочито Угарске.
Папа прихвата овај предлог, али за капетана поставља Лајоша I Анжујског, краља Угарске. Лајош свој положај користи не за подизање крсташког рата, већ за узнемиравање Србије.
У јеку ових бурних догађаја, и са неоствареним и недовршеним плановима, Стефан Урош IV Душан умире (узрок смрти је непознат), остављајући своју велику државу која још није била довољно стабилна да би могла да се носи са немирним временима која су долазила.